# Enlightened
Enlightened는 다이나믹 듀오가 2007년에 발매한 정규 3집 앨범이다. CD로 출시되었다.

## 수록곡
1. 다시 쓰는 이력서
2. 해적 (Feat. YDG)
3. Dream (Feat. 바다)
4. 그래서 난 미쳤다 (Feat. 박정은, Dave Lopez for Flipsyde)
5. 지구본 뮤직 (Feat. Kero one)
6. 동전 한 닢
7. 절망하지 맙시다 (Interlude)
8. 절망하지 맙시다 (Feat. 아롬 for Bubble Sisters)
9. 출첵 (Feat. 나얼 of Brown Eyed Soul)TITLE
10. 살인자의 몽타주
11. 독재자 (Feat. Sixpoint)
12. Happy day (Feat. Heritage)
13. 복잡해
14. 그 남자 그 여자의 사정 (Feat. Bobby kim)
15. U-turn (Feat. Verbal Jint)
16. [Hidden Track]

## 특징
- 이 음반은 다이나믹 듀오가 갑 엔터테인먼트에서 나와 독자 회사인 아메바컬쳐를 설립한 후 나온 첫 음반이다.
- 6번 트랙 〈동전 한 닢〉은 가수 이재성의 〈기타하나 동전한닢〉을 샘플링한 곡으로, 이후 31명의 래퍼가 참여한 〈동전 한 닢 Remix〉로 리믹스되었다.

## 리패키지
Love is Enlightened는 이 음반의 리패키지(Repackage) 음반으로, 두 장의 시디에 신곡 한 곡을 포함한 5곡이 더 수록되어 있다.

### 수록곡
- Disc 2

1. Heartbreaker (feat. JW of NELL)
2. 기름과 물처럼 우린 섞일 수 없는 운명 (Supertouch Remix, feat. 박화요비)
3. 난 미쳤다 (feat. 박정은 , Dave Lopez of Flipsyde, Psypodias Remix)
4. 복잡해 (Clean Version)
5. 난 미쳤다 (feat. 박정은 , Dave Lopez of Flipsyde, Accoustic Version)